# Grammonus
Grammonus es un género de peces marinos actinopeterigios, distribuidos por el océano Atlántico y el océano Pacífico.

## Especies
Existen once especies reconocidas en este género:
- Grammonus ater (Risso, 1810)
- Grammonus claudei (Torre y Huerta, 1930)
- Grammonus diagrammus (Heller y Snodgrass, 1903)
- Grammonus longhursti (Cohen, 1964)
- Grammonus minutus Nielsen y Prokófiev, 2010
- Grammonus nagaredai Randall y Hughes, 2008
- Grammonus opisthodon Smith, 1934
- Grammonus robustus Smith y Radcliffe, 1913
- Grammonus thielei Nielsen y Cohen, 2004
- Grammonus waikiki (Cohen, 1964)
- Grammonus yunokawai Nielsen, 2007